# Nature Communications
Nature Communications è una rivista scientifica ad accesso aperto, sottoposta a revisione paritaria. fondata nel 2010, è pubblicata dalla casa editrice Nature Portfolio. È una rivista multidisciplinare che copre le scienze naturali, tra cui: fisica, chimica, scienze della Terra, medicina e biologia. La rivista ha uffici editoriali a Londra, Berlino, New York e Shanghai.
Il caporedattore fondatore è stato Lesley Anson, seguito da Joerg Heber, Magdalena Skipper e Elisa De Ranieri. A partire dal 2022, i redattori sono:
- Nathalie Le Bot per la salute e le scienze cliniche;
- Stephane Larochelle per le scienze biologiche;
- Enda Bergin per la chimica e le biotecnologie;
- Prabhjot Saini per la fisica e le scienze della terra.

Dall'ottobre 2014, la rivista ha accettato solo contributi di autori disposti a pagare un costo di elaborazione dell'articolo. Fino alla fine del 2015, parte dei contributi pubblicati erano disponibili solo per gli abbonati. Nel gennaio 2016, tutti i contenuti sono diventati liberamente accessibili.
A partire dal 2017, la rivista offre agli autori un servizio di deposito dei preprint degli articoli.

## Indicizzazione
Gli abstract e gli articoli sono indicizzati dai seguenti database bibliografici:
- Science Citation Index Expanded[7]
- Current Contents/Agriculture, Biology & Environmental Sciences[7]
- Current Contents/Life Sciences[7]
- Current Contents/Physical, Chemical & Earth Sciences[7]
- The Zoological Record[7]
- BIOSIS Previews[7]
- Chemical Abstracts Service[8]
- Index Medicus/MEDLINE/PubMed[9]
- Scopus[10]

## Riviste correlate
Nel 2017 è stata annunciata la creazione di tre ulteriori riviste poste sotto il marchio Communications: Communications Biology, Communications Chemistry e Communications Physics. Negli anni successivi, sono state create diverse altre riviste col nome "Communications": Communications Materials nel 2020, Communications Earth & Environment nel 2020, Communications Medicine nel 2021, Communications Engineering nel 2022 e Communications Psychology nel 2022.
Queste riviste ad accesso libero offrono una tariffa di pubblicazione inferiore rispetto a Nature Communications, fatto che riflette le loro competenze più specialistiche. I manoscritti rifiutati dalle riviste del Nature Publishing Group possono essere trasferiti, insieme ai rapporti dei revisori, alle riviste Communications tramite un servizio di trasferimento automatico. In alternativa, gli autori possono scegliere di richiedere una nuova revisione.